# Milchpulver

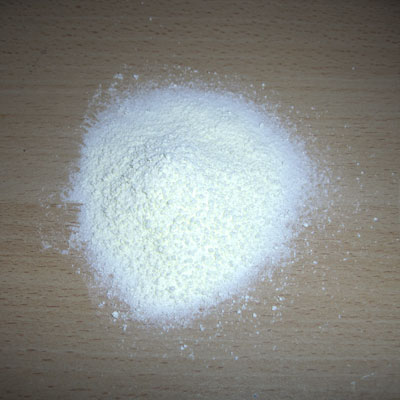
Milchpulver

Milchpulver (bzw. Trockenmilch) wird hergestellt, indem der Milch das gesamte freie Wasser entzogen wird.

## Geschichte
Die erste Fertig-Trockenmilch für die Säuglingsernährung wurde 1865 von Justus von Liebig entwickelt, zwei Jahre später veränderte Henri Nestlé in Vevey das Rezept und verkaufte das neue Produkt unter seiner Marke.
Das erste Verfahren zur Produktion von Milchpulver in den Vereinigten Staaten wurde von dem in New York City beheimateten Samuel R. Percy erfunden. Er erhielt am 9. April 1872 darauf ein US-Patent. Demgegenüber erfolgte der erste Prozess zur Produktion von Milchpulver außerhalb der Vereinigten Staaten bereits Jahre früher.

## Herstellung
Vollmilch hat einen Wasseranteil von etwa 87,5 %. Dieser wird zur Pulverherstellung auf ungefähr 3 % reduziert (unfreies Wasser). Zur Herstellung von einem Kilogramm Milchpulver sind etwa sechs bis sieben Liter Milch erforderlich.
Vollmilchpulver wird aus Vollmilch mittels Trocknung hergestellt. Vor dem Trocknungsschritt wird der Anteil an Trockensubstanz in Verdampferapparaten erhöht. Das fertige Produkt enthält rund 26 % Fett, 25 % Proteine, 38 % Milchzucker und 7 % Milchsalze. Magermilchpulver ist ein aus Magermilch durch Trocknung hergestelltes Milchtrockenprodukt (Restwassergehalt etwa 4 %). Magermilchpulver enthält rund 36 % Proteine und 52 % Milchzucker. Molkenpulver wird aus Molke gewonnen. Molke ist ein bei der Käseherstellung anfallendes Nebenprodukt. Molke gibt es als Süßmolkenpulver oder Sauermolkenpulver. Molkenpulver enthält rund 11 % Proteine und 70 % Milchzucker. Die bei der Dehydratisierung angewendeten Verfahren werden in Sprühtrocknung und Walzentrocknung unterschieden. Bei der Dehydration verliert die Milch einen Teil ihrer Vitamine.

## Verwendung
Milchpulver wird oft zur Herstellung von Käse, Joghurt sowie Süß- und Backwaren, vor allem Schokolade, benutzt, als auch als Grundstoff für Instant-Babynahrung. Außerdem wird Milchpulver in Bereichen verwendet, in denen auf gewichtsreduzierte und haltbare Lebensmittel Wert gelegt wird, zum Beispiel im Freizeit-Outdoorsektor oder in Katastrophengebieten. In Bulgarien wird der Salzlakenkäse teilweise aus Milchpulver hergestellt. Volkswirtschaftlich von Bedeutung ist die subventionierte Milchüberproduktion in der EU und vielleicht auch in der Schweiz und den USA, die zu einem großen Teil zu Milchpulver verarbeitet wird und in den Export gelangt. Im Zuge ihrer geänderten Agrarpolitik kauft die EU seit 2014 bis zur Höchstmenge von jährlich 109.000 t (2006: 350.000 t, 2018 und 2019: 0 t) zum Interventionspreis von 1,698 EUR/kg Sprühmagermilchpulver an; über diese mengenmäßigen Beschränkungen hinaus können die Interventionsstellen es bis zu diesem Höchstpreis im Ausschreibungsverfahren ankaufen und zum späteren Verkauf einlagern.
Wenn aus Milchpulver wieder Milch hergestellt wird, spricht man von Trockenmilch. Dies kann entweder im Haushalt oder auch industriell erfolgen.
Magermilchpulver wird in der Biochemie bzw. Molekularbiologie verwendet, um bei immunologischen Nachweisreaktionen, zum Beispiel nach einem Western Blot, nicht-spezifische Bindungsstellen der verwendeten Antikörper mit Proteinen zu blockieren.
Neben der Lebensmittelqualität wird Milchpulver ebenso in Futtermittelqualität oder für Köder (Boilie) angeboten.

## Lagerung und Geschmack
Der Lebensmittelchemiker Josef Tillmans hat eingehende Studien zu den Ursachen von geschmacklichen Beeinträchtigungen bei Trockenmilch durchgeführt. Er empfiehlt die Lagerung von Milchpulver in fest verschlossenen Gefäßen in einem gleichmäßig temperierten kühlen Raum und fern von Wasserdampf, um Zersetzungserscheinungen zu vermeiden.
Nach seinen Untersuchungen nimmt das Pulver leicht Feuchtigkeit aus der Luft auf und wird dadurch zunächst sandig (Kristallisation des Milchzuckers), später vollkommen unlöslich (Kristallisation des Caseins), bis es letztlich einen unangenehmen Geruch und Geschmack entwickelt (bakteriologische Proteinzersetzung). Direkte Sonneneinstrahlung bewirkt einen „eigentümlichen talgigen Geschmack“ (Zersetzung des Fettes durch UV-Strahlung). Der Kontakt mit Sauerstoff ist hingegen bei trockenem Pulver erst nach einem halben bis einem Jahr relevant, wenn sich Fett-Oxidationsprozesse bemerkbar machen.
Das Milchpulver ist zur Herstellung der Trockenmilch mit heißem Wasser zu übergießen, da es kalt aufgelöst leicht ausbuttert. Wurde das Pulver zuvor adäquat gelagert, so ist für nach dem Sprühtrocknungsverfahren („Krause-Verfahren“) hergestelltes Milchpulver die daraus zubereitete Trockenmilch geschmacklich "nicht von gekochter Frischmilch zu unterscheiden.

## Vor- und Nachteile
Die Milchpulverherstellung ist ein sehr energieintensives Verfahren, besonders was die eigentliche Trocknung im Sprüh- oder Walzentrockner betrifft. Aus diesem Grund wird versucht, durch das vorherige Eindampfen eine möglichst hohe Trockensubstanz im Konzentrat zu erreichen.
Außerdem gehen durch die Trocknung Vitamine verloren, in etwa gleich viel wie bei der Produktion von H-Milch. Daher werden manchen Milchpulvern später Vitamine wieder zugesetzt. Vorteile sind die Lagermöglichkeit über längere Zeiträume (in Papiersäcken etwa sechs Monate), somit ist es zur Anlage von Notreserven geeignet, die geringen Lagerkosten (wenig Platz, keine Tanks und keine Kühlung erforderlich), die sich daraus ergebenden guten Transportmöglichkeiten des Milchpulvers sowie die Möglichkeit, in deutlich kürzerer Zeit mithilfe von Wasserkochern heiße Milchgetränke (z. B. Heiße Schokolade) zuzubereiten.